# Al-Isra

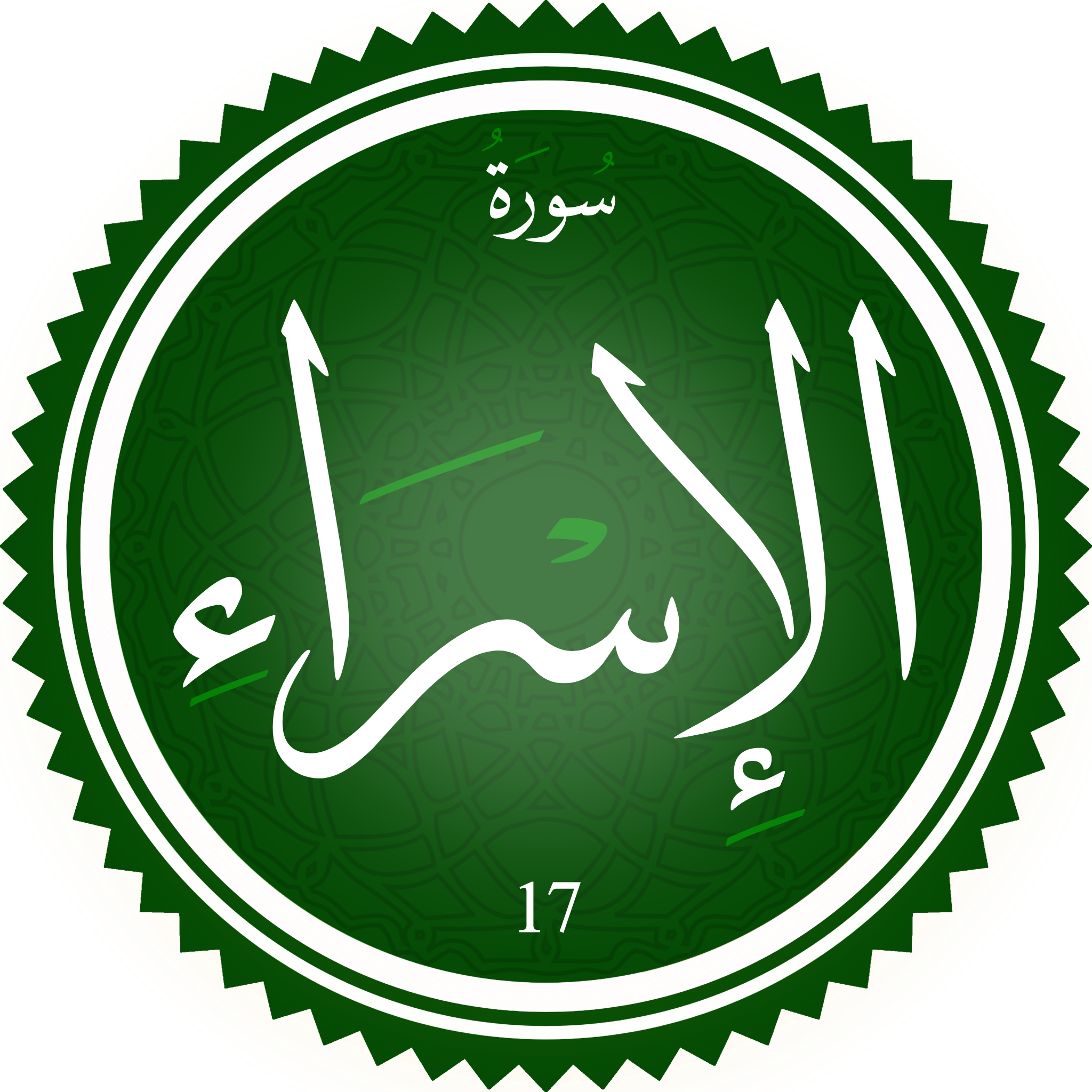
Sura al-Isra.

al-Isrā'  (arabiska: سورة الإسراء, Sūratu al-Isrā, "Den nattliga resan"), också kallad Sūrat Bani Isra'il (Israels barn), är den sjuttonde suran i Koranen med 111 verser. Surans namn kommer från den första versen, som nämner en nattlig färd som den islamiske profeten Muhammed fick uppleva omkring år 620. 
Suran är från Mecka-perioden och uppenbarades under det sista året innan hijra. Liksom alla andra meckanska suror lägger den stor vikt vid Allahs (Guds) enhet (det vill säga tawhid) och profeternas auktoritet. 
Vers 71 innehåller en referens till Yawm al-Qiyamah, domedagen.